# Kaņieris-See
Der Kaņieris-See ist ein See in Lettland, der sich im Nationalpark Ķemeri nahe Jūrmala befindet. Früher war der Kaņieris-See eine Lagune, die dem Littorina-See angehörte. 1995 wurde der See in die Liste der Ramsar-Konvention aufgenommen.